# 阿爾皮耶山
46°4′38″N 7°0′24″E / 46.07722°N 7.00667°E
阿爾皮耶山（Mont de l'Arpille），是瑞士的山峰，位於該國西部，由沃州負責管轄，屬於蒙布朗山的一部分，處於馬蒂尼西南面，海拔高度2,085米，每年平均降雨量1,395毫米。